# والدمار دوم
والدمار دوم دانمارک (انگلیسی: Valdemar II of Denmark؛ ۹ مه/۲۸ ژوئن ۱۱۷۰ – ۲۸ مارس ۱۲۴۱) یک پادشاه دانمارک بود. 